# Veronika Exler
Veronika Exler (Viena, 24 de diciembre de 1990) es una ajedrecista austriaca que ostenta el título de Maestra Internacional (MI) desde 2017.

## Carrera
Comenzó a jugar al ajedrez a los diez años. Estudió biología y física en la Universidad de Viena.
Varias veces ganadora de los campeonatos austriacos de ajedrez femenino en diferentes categorías de edad: Sub-14 (2004), Sub-16 (2005, 2006), y Sub-18 (2007).
En los campeonatos austriacos de ajedrez femenino, Exler ganó dos medallas de oro (2013, 2018), una de plata (2015) y dos de bronce (2009, 2014).
Ha sido múltiple ganadora de la Bundesliga austriaca de ajedrez femenino con el club de ajedrez SV Wulkaprodersdorf (2011-12 y 2013-14).
Ha representado a Austria en las Olimpiadas Femeninas de Ajedrez:
- En 2010, en el segundo tablero en la 39ª Olimpiada de Ajedrez (femenino) en Janti-Mansisk (+1, =2, -4);
- En 2012, en el segundo tablero en la 40ª Olimpiada de Ajedrez (femenino) en Estambul (+4, =2, -4);
- En 2014, en el tercer tablero en la 41ª Olimpiada de Ajedrez (femenina) en Tromsø (+4, =3, -3);
- En 2016, en el tercer tablero en la 42ª Olimpiada de Ajedrez (femenina) en Bakú (+3, =5, -2);
- En 2018, en el primer tablero en la 43ª Olimpiada de Ajedrez (femenina) en Batumi (+3, =3, -3).[7]

También jugó con Austria en los Campeonatos de Europa de Ajedrez por Equipos:
- En 2009, en el cuarto tablero en el 8º Campeonato Europeo de Ajedrez por Equipos (femenino) en Novi Sad (+2, =2, -3);
- En 2011, en el segundo tablero en el 9º Campeonato Europeo de Ajedrez por Equipos (femenino) en Porto Carras (+1, =2, -3);
- En 2013, en cuarto tablero en el 10º Campeonato Europeo de Ajedrez por Equipos (femenino) en Varsovia (+2, =1, -4);
- En 2015, en tercer tablero en el 11º Campeonato Europeo de Ajedrez por Equipos (femenino) en Reikiavik (+3, =4, -2);
- En 2017, en tercer tablero en el 12º Campeonato Europeo de Ajedrez por Equipos (femenino) en Creta (+2, =3, -3).[9]